# جواو دي ألميدا بيريرا فيلهو
جواو دي ألميدا بيريرا فيلهو هو لاعب كرة قدم برازيلي في مركز الدفاع، ولد في 3 يوليو 1947 في ساو باولو في البرازيل. لعب مع بورتوغيزا سانتيستا ونادي كورينثيانز.

## وصلات خارجية
- جواو دي ألميدا بيريرا فيلهو على موقع عالم كرة القدم.نت (الإنجليزية)
- جواو دي ألميدا بيريرا فيلهو على موقع أوليمبيديا (الإنجليزية)